# Ezüst Kagyló
Az Ezüst Kagyló a San Sebastián-i Nemzetközi Filmfesztivál díja a legjobb színészi és színésznői alakítás, valamint a legjobb rendező elismeréseként. A díjakat 1953 óta adják át.

## Díjazottak

### Ezüst Kagyló díj a legjobb színésznek
| Év   | Színész                                                                    | Film                                    |
| ---- | -------------------------------------------------------------------------- | --------------------------------------- |
| 1953 | Francisco Rabal                                                            | Hay un camino a la derecha              |
| 1954 | Enrique Diosdado                                                           | Viento del norte                        |
| 1955 | nem osztották ki a díjat                                                   |                                         |
| 1956 | Otto Eduard Hasse                                                          | Canaris                                 |
| 1957 | Charles Vanel                                                              | Le feu aux poudres                      |
| 1958 | Kirk Douglas                                                               | A viking                                |
| 1958 | James Stewart                                                              | Szédülés                                |
| 1959 | Adolfo Marsillach                                                          | Salto a la gloria                       |
| 1960 | Richard Attenborough Jack Hawkins Bryan Forbes Roger Livesey Nigel Patrick | Úriemberek ligája                       |
| 1961 | Gert Fröbe                                                                 | Der Gauner und der liebe Gott           |
| 1962 | Peter Sellers                                                              | Torreádor keringő                       |
| 1963 | Jack Lemmon                                                                | Míg tart a bor és friss a rózsa         |
| 1964 | Richard Attenborough                                                       | Szeánsz egy esős délutánon              |
| 1964 | Maurice Biraud                                                             | Les aventures de Salavin                |
| 1965 | Marcello Mastroianni                                                       | Casanova 70                             |
| 1966 | Frank Finlay                                                               | Othello                                 |
| 1967 | John Mills                                                                 | Családi út                              |
| 1967 | Maurice Ronet                                                              | Le scandale                             |
| 1968 | Sidney Poitier                                                             | Ivy szerelméért                         |
| 1968 | Claude Rich                                                                | Je t'aime, je t'aime                    |
| 1969 | Nicol Williamson                                                           | Nevetés a sötétben                      |
| 1970 | Innokentyij Szmoktunovszkij                                                | Tchaikovsky                             |
| 1970 | Latinovits Zoltán                                                          | Utazás a koponyám körül                 |
| 1971 | Vittorio Gassman                                                           | Brancaleone alle Crociate               |
| 1972 | Fernando Rey                                                               | La duda                                 |
| 1972 | Chaim Topol                                                                | Ki megy a nő után?                      |
| 1973 | Lino Ventura                                                               | La bonne année                          |
| 1973 | Giancarlo Giannini                                                         | Sono stato io                           |
| 1974 | Martin Sheen                                                               | Sivár vidék                             |
| 1975 | Al Pacino                                                                  | Kánikulai délután                       |
| 1976 | Zdzislaw Kozien                                                            | Skazany                                 |
| 1977 | Héctor Alterio                                                             | A un dios desconocido                   |
| 1978 | José Sacristán                                                             | Un hombre llamado Flor de Otoño         |
| 1979 | Nelson Villagra                                                            | Prisioneros desaparecidos               |
| 1980 | nem osztották ki a díjat                                                   |                                         |
| 1981 | nem osztották ki a díjat                                                   |                                         |
| 1982 | nem osztották ki a díjat                                                   |                                         |
| 1983 | nem osztották ki a díjat                                                   |                                         |
| 1984 | nem osztották ki a díjat                                                   |                                         |
| 1985 | Piotr Siwkiewicz                                                           | Tegnap                                  |
| 1986 | Ernesto Gómez Cruz                                                         | El imperio de la fortuna                |
| 1987 | Imanol Arias                                                               | El Lute: camina o revienta              |
| 1988 | Fernando Rey                                                               | Diario de invierno El aire de un crimen |
| 1989 | Ary Bery                                                                   | Túsztörténet                            |
| 1990 | Mulie Jarju                                                                | Las cartas de Alou                      |
| 1991 | Silu Seppälä                                                               | Zombie ja kummitusjuna                  |
| 1992 | Roberto Sosa                                                               | Országúti járőr                         |
| 1993 | Juan Echanove                                                              | Madregilda                              |
| 1994 | Javier Bardem                                                              | Megszámlált napok                       |
| 1995 | Nicolas Cage                                                               | Las Vegas, végállomás                   |
| 1996 | Michael Caine                                                              | A nyakék nyomában                       |
| 1997 | Federico Luppi                                                             | Martín                                  |
| 1998 | Ian McKellen                                                               | Érzelmek tengerében                     |
| 1999 | Jacques Dufilho                                                            | C'est quoi la vie?                      |
| 2000 | Gianfranco Brero                                                           | Tinta roja                              |
| 2001 | Düzgün Ayhan                                                               | Szökés a Paradicsomból                  |
| 2002 | Liu Peiqi                                                                  | Together                                |
| 2003 | Luis Tosar                                                                 | Te doy mis ojos                         |
| 2004 | Ulrich Thomsen                                                             | Testvéred feleségét… (Brødre)           |
| 2005 | Juan José Ballesta                                                         | 7 vírgenes                              |
| 2006 | Juan Diego                                                                 | Vete de mí                              |
| 2007 | Henry O                                                                    | Mil años de oración                     |
| 2008 | Óscar Martínez                                                             | El nido vacío                           |
| 2009 | Pablo Pineda                                                               | Yo, también                             |

## Külső hivatkozások
- San Sebastian Nemzetközi Filmfesztivál – Hivatalos oldal